# Hedaya Malak
Hedaya Malak, född den 21 april 1993 i Azusa i Kalifornien, är en egyptisk taekwondoutövare.
Hon tog OS-brons i fjäderviktsklassen i samband med de olympiska taekwondotävlingarna 2016 i Rio de Janeiro. Vid sommarspelen 2020 tog hon återigen en bronsmedalj, denna gång i 67 kilos-klassen.